# Antônio Carlos Franco
Antônio Carlos Leite Franco (Aracaju, 15 de maio de 1952 – Aracaju, 16 de julho de 2003) foi um industrial, economista e político brasileiro que foi eleito deputado federal por Sergipe.

## Biografia
Filho de Augusto do Prado Franco e Maria Virgínia Leite Franco e pai de Albano Franco, Marcos Franco e Osvaldo Franco. Economista formado pela Faculdade Tiradentes em Aracaju, atuou na capital sergipana como superintendente da Fiação e Tecelagem Nortista, do Jornal da Cidade e gerente da Usina São José do Pinheiro. Em 1986 foi eleito deputado federal pelo PMDB em substituição ao seu pai e em 1988 foi eleito prefeito de Laranjeiras, abandonando a política ao final do mandato. Morreu aos 51 anos, após um longo tratamento contra um câncer. Entre os seus oito irmãos, estão o ex-governador de Sergipe Albano Franco, o ex-deputado e empresário Walter Franco, e o empresário César Franco (também já falecido).